# Đường tỉnh 177
Đường tỉnh 177 hay tỉnh lộ 177, viết tắt ĐT177 hay TL177 là đường tỉnh ở huyện Bắc Quang, Hoàng Su Phì và Xín Mần, tỉnh Hà Giang.
Đường tỉnh 177 bắt đầu từ ngã ba Tân Quang ở Quốc lộ 2 tại thôn Xuân Hòa, xã Tân Quang, huyện Bắc Quang.
Đường theo hướng tây bắc đi qua các xã Nậm Ty, Nậm Dịch đến thị trấn Vinh Quang, huyện Hoàng Su Phì. 22°44′31″B 104°40′52″Đ / 22,74194°B 104,68111°Đ
Từ thị trấn này đường mở theo thung lũng sông Chảy về hướng tây nam tới Đường tỉnh 178 tại thị trấn Cốc Pài, huyện Xín Mần. 22°41′7″B 104°27′46″Đ / 22,68528°B 104,46278°Đ

## Du lịch Cổng trời
Hoàng Su Phì là huyện vùng cao có núi non hiểm trở. ĐT177 thành cung đường du lịch, trong đó có các điểm du lịch tại địa điểm được gọi là Cổng Trời, gồm 2 đèo trên ĐT177 và một núi Cổng Trời.
- Đèo Cổng trời Tân Lập hay Cổng trời Nậm Ty ở km 17 của ĐT177, nơi giáp ranh 3 xã Tân Lập, Nậm Ty và Thông Nguyên 22°33′23″B 104°47′58″Đ / 22,556316°B 104,799547°Đ. Đây là tên "đèo Cổng trời" chính thức, đã có từ khi mở đường 177, và được đề cập đến trong nhiều văn liệu. Từ đèo có thể quan sát thung lũng Sông Lô và cảm nhận sự hùng vỹ của đất trời.[4]
- Đèo Cổng trời Bản Péo ở xã Bản Péo 22°38′23″B 104°44′00″Đ / 22,639794°B 104,733226°Đ. Tên "Cổng trời" mới ra đời theo sự ra đời của khu du lịch ở xã này.
- Núi Cổng Trời ở giáp ranh 3 xã Thông Nguyên, Nậm Khoà và Nậm Dịch 22°35′44″B 104°41′47″Đ / 22,595488°B 104,696459°Đ[3]

Vào những ngày thời tiết phù hợp thì tại Cổng trời Bản Péo và Núi Cổng Trời có thể quan sát thấy biển mây bồng bềnh và thưởng thức không khí mát lạnh.